# Isoetopsis
Isoetopsis é um género botânico pertencente à família Asteraceae.